# Bhaskar Sunkara
Bhaskar Sunkara (White Plains, 1989) és un escriptor polític estatunidenc. És fundador de la revista Jacobin i editor de Catalyst: A Journal of Theory and Strategy i de Tribune. Va ser vicepresident dels Socialistes Democràtics d'Amèrica i autor de The Socialist Manifesto: The Case for Radical Politics in an Era of Extreme Inequality, així com columnista de The Guardian.

## Trajectòria
Sunkara és fill d'una família d'ascendència índia que havia emigrat als Estats Units d'Amèrica des de l'Illa de Trinitat un any abans de néixer. Sunkara atribueix la seva consciència política a la lectura quan era adolescent de 1984 i La rebel·lió els animals de George Orwell, fet que va despertar-li l'interès per Lev Trotski, llegint-ne tant l'autobiografia com la biografia en tres volums d'Isaac Deutscher, abans d'atansar-se a la Nova Esquerra, Perry Anderson i la revista New Left Review. Va estudiar història a la Universitat George Washington.
Sunkara va descriure Jacobin com una publicació radical: «en gran part producte d'una generació més jove no tan lligada al paradigma de la Guerra Freda que sostenia els vells entorns intel·lectuals d'esquerra com Dissent o New Politics».
Sunkara escriu en mitjans com Vice, The New York Times, The Washington Post i The Nation.